# Hennstedt (Ditmarsken)
Hennstedt er en by og kommune i det nordlige Tyskland, beliggende i Amt Kirchspielslandgemeinden Eider i den nordlige del af Kreis Dithmarschen. Kreis Dithmarschen ligger i den sydvestlige del af delstaten Slesvig-Holsten.

## Geografi
Kommunen er beliggende ca. 4 km syd for Ejderen i Eider-Treene-Niederung. Ud over Hennstedt ligger Apeldör, Busch, Feierabend, Horst, Julianka, Kleverweg, Kummerfeld, Neuhof og Pferdekrug i kommunen.

### Nabokommuner
Nabokommuner er (med uret fra nord) kommunerne Drage (i Kreis Nordfriesland), Süderstapel (i Kreis Slesvig-Flensborg) samt Bergewöhrden, Hollingstedt, Glüsing, Linden, Süderheistedt, (Exklave Hägen), Fedderingen og Kleve (alle i Kreis Dithmarschen).